# زالمن کینگ
زالمن کینگ (انگلیسی: Zalman King؛ ‏ ۲۳ مهٔ ۱۹۴۲ – ۳ فوریهٔ ۲۰۱۲) بازیگر، کارگردان فیلم، فیلم‌نامه‌نویس، تهیه‌کننده فیلم و فیلم‌بردار یهودی اهل ایالات متحده آمریکا بود. فیلم‌های او به خاطر دربرگرفتن مسائل جنسی شناخته می‌شوند و اغلب در دسته فیلم‌های اروتیک قرار می‌گیرند.
از فیلم‌ها یا برنامه‌های تلویزیونی که وی در آن نقش داشته است، می‌توان به وکلای جوان، برخی آنرا عشق می‌نامند و دفترچه خاطرات کفش قرمز اشاره کرد.